# فلوریان هیوب
فلوریان هیوب (انگلیسی: Florian Hube؛ زادهٔ ۳۰ سپتامبر ۱۹۸۰) بازیکن فوتبال اهل آلمان است.
از باشگاه‌هایی که در آن بازی کرده‌است می‌توان به باشگاه فوتبال گروتر فورث اشاره کرد.